# 歴史民俗学 (雑誌)
『歴史民俗学』（れきしみんぞくがく、1995年（平成7年）-2006年（平成18年））は、歴史民俗学研究会（1号から3号までは関東歴史民俗学研究会）の編集により批評社から刊行されている雑誌である。最初は年2回から3回の発行ペースであり、第1回歴史民俗学研究会・全国大会がおこなわれた1998年（平成10年）のみ4回発行された。2002年（平成14年）の第21号以降は年1回の発行となり、2006年（平成18年）に出版された第25号を最後に休刊した。

## 書誌情報
雑誌『歴史民俗学』の各号の書誌情報は、以下の通り。
1. 関東歴史民俗学研究会 編 編『歴史民俗学　闇と漂泊の民俗誌』 第1号、批評社、1995年4月。ISBN 4-8265-0186-2。
2. 関東歴史民俗学研究会 編 編『歴史民俗学』 第2号、批評社、1995年9月。ISBN 4-8265-0193-5。
3. 関東歴史民俗学研究会 編 編『歴史民俗学』 第3号、批評社、1996年2月。ISBN 4-8265-0199-4。
4. 『歴史民俗学』 第4号、批評社、1996年6月。ISBN 4-8265-0207-9。
5. 『歴史民俗学』 第5号、批評社、1996年9月。ISBN 4-8265-0214-1。
6. 『歴史民俗学』 第6号、批評社、1997年2月。ISBN 4-8265-0225-7。
7. 『歴史民俗学』 第7号、批評社、1997年6月。ISBN 4-8265-0231-1。
8. 『歴史民俗学』 第8号、批評社、1997年10月。ISBN 4-8265-0238-9。
9. 『歴史民俗学』 第9号、批評社、1998年2月。ISBN 4-8265-0249-4。
10. 「別冊特集　雑学の冒険」『歴史民俗学』第10号、批評社、1998年3月、ISBN 4-8265-0250-8。 - 歴史民俗学研究会が総力を挙げて取り組んだ「雑学」100テーマの集大成！
11. 「特集　歴史民俗学に見る日常性の向こう側」『歴史民俗学』第11号、批評社、1998年7月、ISBN 4-8265-0255-9。 - 第1回歴史民俗学研究会・全国大会の報告特集号。
12. 「特集　サンカ学の現在」『歴史民俗学』第12号、批評社、1998年10月、ISBN 4-8265-0263-X。
13. 「特集　ゾルゲ事件の真相」『歴史民俗学』第13号、批評社、1999年2月、ISBN 4-8265-0270-2。
14. 「特集　考古学の冒険 ゾルゲ事件の真相 その2」『歴史民俗学』第14号、批評社、1999年7月、ISBN 4-8265-0279-6。
15. 「特集　偽書の日本史」『歴史民俗学』第15号、批評社、1999年11月、ISBN 4-8265-0287-7。
16. 「特集　風俗としての刺青」『歴史民俗学』第16号、批評社、2000年3月、ISBN 4-8265-0296-6。
17. 「特集　浮浪・漂泊・ホームレス」『歴史民俗学』第17号、批評社、2000年7月、ISBN 4-8265-0307-5。
18. 「特集　習俗としての犯罪」『歴史民俗学』第18号、批評社、2000年10月、ISBN 4-8265-0315-6。
19. 「特集　極楽行きのノウハウ」『歴史民俗学』第19号、批評社、2001年3月、ISBN 4-8265-0326-1。
20. 「別冊総特集　サンカの最新学――三角寛ワールドを学問する」『歴史民俗学』第20号、批評社、2001年11月10日、ISBN 4-8265-0339-3。
21. 「特集　検証・八切止夫――異端の歴史家・八切止夫を解剖する」『歴史民俗学』第21号、批評社、2002年6月28日、ISBN 4-8265-0352-0。
22. 「特集　サンカの最新学2――新研究 サンカ学と三角寛」『歴史民俗学』第22号、批評社、2003年2月7日、ISBN 4-8265-0364-4。
23. 「特集　かっぱ・カッパ・河童――愛される川の妖怪」『歴史民俗学』第23号、批評社、2004年3月10日、ISBN 4-8265-0388-1。
24. 「特集　路地裏の民俗学」『歴史民俗学』第24号、批評社、2005年7月13日、ISBN 4-8265-0417-9。
25. 「特集　陰陽師の末裔たち」『歴史民俗学』第25号、批評社、2006年8月30日、ISBN 4-8265-0450-0。